# Нижний Туров
Ни́жний Ту́ров — село в Борынской поселковой общине Самборского района Львовской области Украины.

## История
Село Нижний Туров (Турочка Матенчина, Турочки Нижние) было основано над притоками реки Яблонька — реке Писаная и потоками Ясень и Рощен в 1556 году на основании привилегии королевы Изабеллы, выданной солтисам Павлу Ивашкевичу и Теодору Ячковичу. Эти права были подтверждены грамотой короля Сигизмунда Августа. Деревянная церковь латинизированного типа в Н. Турове была построена в 1792 году на месте старой церкви 1556 года. Эта церковь была разобрана в 1913 году (до настоящего времени сохранились следы старого фундамента) и рядом в 1914 году была построена церковь Успения Пр. Богородицы в неоукраинском стиле. В ней сохраняются икона XVIII века со старой церкви и Евангелие львовского издания XVII века из церкви Св. Дмитрия в Соколиках. Недалеко от церкви расположена трёхъярусная деревянная колокольня 1914 года. В селе сохранились традиционные бойковские деревянные строения, ограды, старые мосты. Имеется множество придорожных часовен и крестов.
В 1946 г. указом ПВС УССР село Турочки Нижние переименовано в Нижний Туров

## Население
- 1880—417 жителей (в том числе 385 греко-католиков русинов, и 32 иудея немца).[2]
- 1921—614 жителей.
- 1970—570 жителей, 155 дворов.[3]
- 1989—480 жителей (231 муж., 249 жен.)[4]
- 2001—512 жителей.[5]